# Voldtimian (art)
Voldtimian (Acinos arvensis) er en enårig eller kortlevende flerårig urt med en 5-40 cm lav, pudeformet vækst.

## Beskrivelse
Skuddene er lysegrønne til rødlige med svag behåring. Bladene sidder modsat, og de er ægformede og kortstilkede med svagt takket rand. Oversiden er blank (trods behåringen), friskt grøn og rynket, mens undersiden er lidt lysere og kraftigere behåret.
Blomstringen sker i maj-juni, hvor små halvskærme sidder ved skudspidser og bladhjørner og dækker planten helt. De enkelte blomster er violette læbeblomster med et tydeligt "øje" i hvidt omkring svælget. Planten blomstrer i øvrigt hele resten af sæsonen, men mere tyndt. Frøene modner efter varme sensomre i Danmark.
Rodnettet er meget dybtgående, hvis ellers jorden er godt drænet.
Højde x bredde og årlig tilvækst: 0,25 x 0,50 m (25 x 25 cm/år). Disse mål kan fx bruges til beregning af planteafstande, når arten anvendes som kulturplante.

## Voksested
Planten hører hjemme i Alperne og bjergene i Sydeuropa, Nordafrika og Lilleasien, hvor den optræder i lysåbne sætere eller meget lyse krat af bjergfyr. Den foretrækker kalkrig, veldrænet bund.
Dens naturlige ledsageplanter er f.eks. alm. kællingetand, bjergløvefod, bjergmælkeurt, gul rundbælg, melet kodriver, Stachys monnieri og vårlyng. Dertil kommer en lang række græsarter (f.eks. draphavre, hjertegræs og snefrytle) og en del bregner.

## Udbredelse i Danmark
Den er almindelig på Vestsjælland på skrænter, strandoverdrev eller grusgrave. I øvrigt findes den hist og her eller er sjælden.

## Duft
Planten dufter kraftigt og behageligt af en mellemting mellem Mynte og Timian. Olien har været brugt medicinsk.